# Вудфорд (Вермонт)
Вудфорд (англ. Woodford) — місто (англ. town) в США, в окрузі Беннінґтон штату Вермонт. Населення — 355 осіб (2020).

## Демографія
Згідно з переписом 2010 року, у місті мешкали 424 особи в 180 домогосподарствах у складі 117 родин. Було 363 помешкання
Расовий склад населення:
| - 97,4 % — білих - 1,4 % — азіатів |

До двох чи більше рас належало 0,9 %. Частка іспаномовних становила 1,2 % від усіх жителів.
За віковим діапазоном населення розподілялося таким чином: 18,4 % — особи молодші 18 років, 66,5 % — особи у віці 18—64 років, 15,1 % — особи у віці 65 років та старші. Медіана віку мешканця становила 47,1 року. На 100 осіб жіночої статі у місті припадало 99,1 чоловіків;  на 100 жінок у віці від 18 років та старших — 103,5 чоловіків також старших 18 років.
Середній дохід на одне домашнє господарство  становив 53 718 доларів США (медіана — 47 917), а середній дохід на одну сім'ю — 61 124 долари (медіана — 50 556). Медіана доходів становила 43 750 доларів для чоловіків та 34 531 долар для жінок. За межею бідності перебувало 10,4 % осіб, у тому числі 8,7 % дітей у віці до 18 років та 11,4 % осіб у віці 65 років та старших.
Цивільне працевлаштоване населення становило 161 особа. Основні галузі зайнятості: освіта, охорона здоров'я та соціальна допомога — 29,2 %, виробництво — 26,1 %, мистецтво, розваги та відпочинок — 15,5 %, роздрібна торгівля — 6,2 %.